# Cziczkowa
Cziczkowa (ros. Чичкова) – wieś (dieriewnia) w Rosji, w obwodzie irkuckim, w rejonie ust-udińskim. W 2010 liczyła 279 mieszkańców.